# Reusel (commune)
Pour les articles homonymes, voir Reusel (homonymie).
Ancienne commune du Brabant-Septentrional (Pays-Bas), Reusel fut une commune indépendante jusqu'au 1er janvier 1997, date de sa fusion avec Hooge en Lage Mierde.
À partir de cette date, Reusel est intégrée à la nouvelle commune de Reusel-De Mierden.